# Пркачини
Пркачини (итал. Percaccini ) су насељено место у Републици Хрватској у Истарској жупанији. Административно су у саставу општине Жмињ.

## Географија
Пркачини се налазе западно од средишта општине Жмињ на удаљености од 5,08 км

## Историја
До територијалне реорганизације у Хрватској Пркачини су били у саставу старе општине Ровињ.

## Становништво
Према задњем попису становништва у Хрватској 2011. године у насељу Пркабини живела су 32 становника.
| Број становника по пописима | Број становника по пописима | Број становника по пописима | Број становника по пописима | Број становника по пописима | Број становника по пописима | Број становника по пописима | Број становника по пописима | Број становника по пописима | Број становника по пописима | Број становника по пописима | Број становника по пописима | Број становника по пописима | Број становника по пописима | Број становника по пописима | Број становника по пописима |
| --------------------------- | --------------------------- | --------------------------- | --------------------------- | --------------------------- | --------------------------- | --------------------------- | --------------------------- | --------------------------- | --------------------------- | --------------------------- | --------------------------- | --------------------------- | --------------------------- | --------------------------- | --------------------------- |
| 1857                        | 1869                        | 1880                        | 1890                        | 1900                        | 1910                        | 1921                        | 1931                        | 1948                        | 1953                        | 1961                        | 1971                        | 1981                        | 1991                        | 2001                        | 2011                        |
| 0                           | 0                           | 41                          | 61                          | 76                          | 93                          | 0                           | 0                           | 93                          | 88                          | 72                          | 61                          | 54                          | 45                          | 33                          | 32                          |

Напомена: У 1857., 1869., 1921. у 1931. подаци су садржани у насељу Жмињ, као и део података 1880.